# تشوي وون-وو
تشوي وون-وو (هانغل: 최원우) هو لاعب كرة قدم كوري جنوبي في مركز الوسط، ولد في 13 أكتوبر 1988 في كوريا الجنوبية. لعب مع جوانجو سانجمو ‏.